# Просфорник
Просфорник (Abutilon theophrasti) е едногодишно тревисто растение от семейство Слезови. Известен е още и като стаен клен, поради прилика на листата му с тези на клена. 

## Описание
Изправено стъбло, което достига на височина от 25 до 150 см. Листата са широкояйцевидни  със сърцевидна основа и дълго заострен връх, разположени последователно. Цветовете са двуполови, с правилна форма и с двоен петделен околоцветник.

## Разпространение
Родината му е Северен Китай, но днес е разпространен и в Югоизточна Европа, Средиземноморието, Америка и Австралия. В България абутилона расте по влажни места и е вид плевел. То се отглежда за груби текстилни влакна. Семената му, съдържащи около 15-20% масло, се използват за технически цели.